# Сатанов, Санжар Нурболатович
Санжар Нурболатович Сатанов (каз. Санжар Нұрболатұлы Сатанов; род. 21 сентября 2001, Атырау) — казахстанский футболист, полузащитник клуба «Окжетпес».

## Клубная карьера
Футбольную карьеру начинал в 2018 году в составе клуба «Атырау М» во второй лиге. 10 ноября 2019 года в матче против клуба «Кайрат» дебютировал в казахстанской Премьер-лиге (1:2), выйдя на замену на 78-й минуте вместо Эльдара Абдрахманова.

## Достижения
«Атырау»
- Финалист Кубка Казахстана: 2019
- Победитель Первой лиги: 2020

«Мактаарал»
- Серебряный призёр Первой лиги: 2021

## Клубная статистика
| Клуб             | Сезон            | Лига | Лига | Кубки | Кубки | Еврокубки | Еврокубки | Итого | Итого |
| Клуб             | Сезон            | Игры | Голы | Игры  | Голы  | Игры      | Голы      | Игры  | Голы  |
| ---------------- | ---------------- | ---- | ---- | ----- | ----- | --------- | --------- | ----- | ----- |
| Атырау           | 2019             | 1    | 0    | 0     | 0     | —         | —         | 1     | 0     |
| Атырау           | 2020             | —    | —    | —     | —     | —         | —         | —     | —     |
| Атырау           | Итого            | 1    | 0    | 0     | 0     | —         | —         | 1     | 0     |
| → Атырау М       | 2018             | 17   | 0    | —     | —     | —         | —         | 17    | 0     |
| → Атырау М       | 2019             | 24   | 2    | —     | —     | —         | —         | 24    | 2     |
| → Атырау М       | 2020             | 3    | 0    | —     | —     | —         | —         | 3     | 0     |
| → Атырау М       | Итого            | 44   | 2    | —     | —     | —         | —         | 44    | 2     |
| Мактаарал        | 2021             | 7    | 1    | 1     | 0     | —         | —         | 8     | 1     |
| Мактаарал        | Итого            | 7    | 1    | 1     | 0     | —         | —         | 8     | 1     |
| Туран            | 2022             | 7    | 1    | 5     | 0     | —         | —         | 12    | 1     |
| Туран            | 2023             | 16   | 0    | 4     | 1     | —         | —         | 20    | 1     |
| Туран            | 2024             | 17   | 0    | 4     | 0     | —         | —         | 21    | 0     |
| Туран            | Итого            | 40   | 1    | 13    | 1     | —         | —         | 53    | 2     |
| Всего за карьеру | Всего за карьеру | 92   | 4    | 14    | 1     | —         | —         | 106   | 5     |